# Laura Canoura
Laura Canoura   (Montevideo, 2 de gener de 1957) és una cantant, actriu i compositora de música popular uruguaiana. Amb més de trenta-cinc anys de trajectòria artística és una de les principals solistes femenines d'aquest país.
Va començar la seva carrera musical com a integrant del grup Rumbo en plena dictadura cívic-militar uruguaiana, a què li va seguir el trio Las Tres. Ràpidament va cobrar popularitat i a principis de la dècada del 1990 va iniciar la seva carrera com a solista. Des de llavors ha llançat prop de vint àlbums, ha guanyat nombrosos premis (entre ells el primer Disc de Platí obtingut per una dona cantant a l'Uruguai), ha participat en obres musicals i programes de televisió, sent una de les figures més reconegudes del seu país .

## Biografia

### Començaments artístics
Els seus començaments artístics es poden situar cap al 1978, al finalitzar els seus estudis teatrals a l'escola dels actors Roberto Fontana i Nelly Goitiño. Poc després, la seva participació en el Conservatori del Nucli d'Estudis Musicals li serveix per apropar-se a diversos músics, amb els quals integraria a l'any següent el grup Rumbo.

### Rumbo

#### Començament
Des de principis del 1979, comença el seu vincle amb els músics Mauricio Ubal, Gonzalo Moreira, Gustavo Ripa, Miguel López i Carlos Vicente, el que va produir la fundació del grup Rumbo. Fan el seu primer recital al Teatre Astral al juny de 1979.

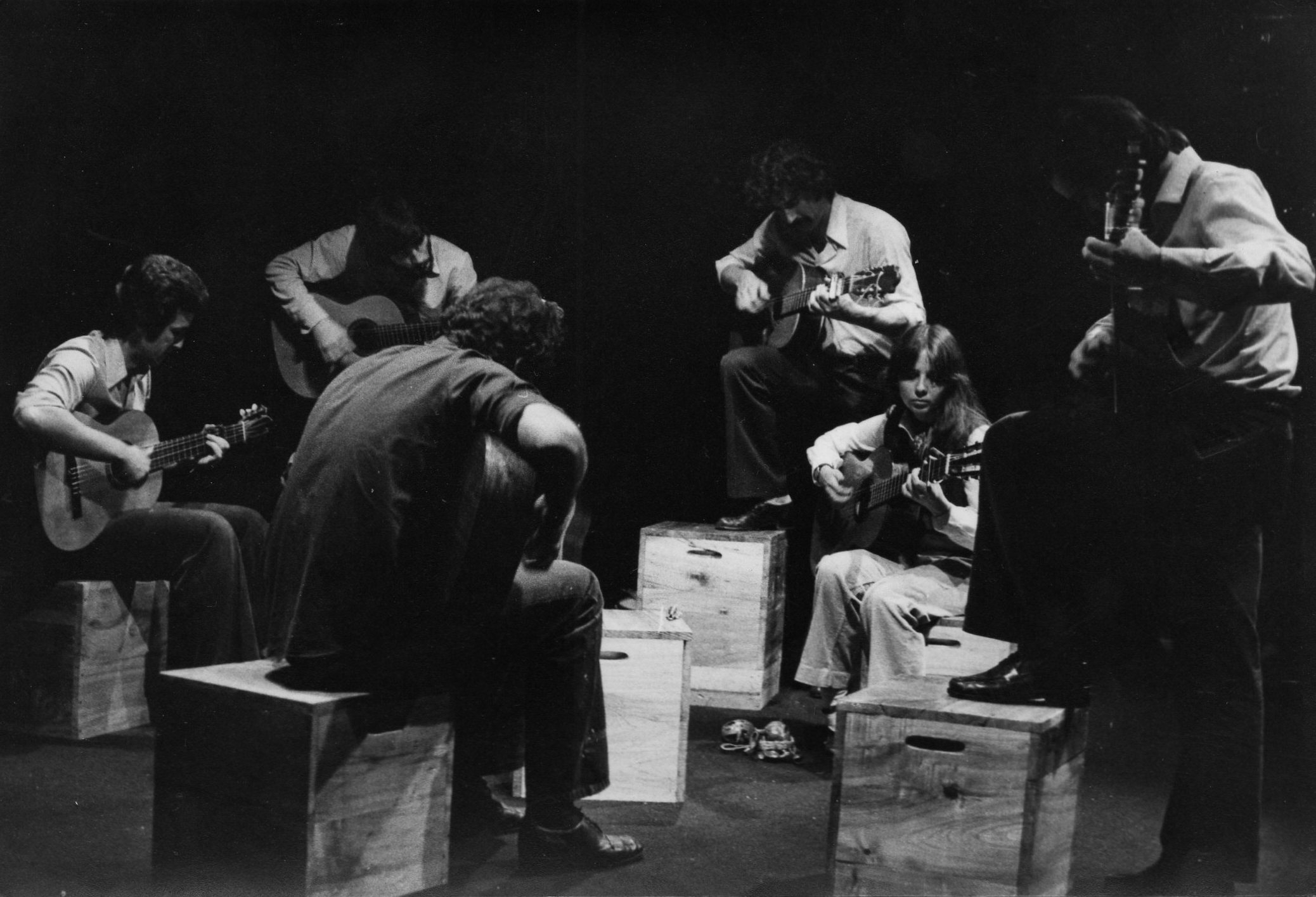
Fotografia del grupo Rumbo
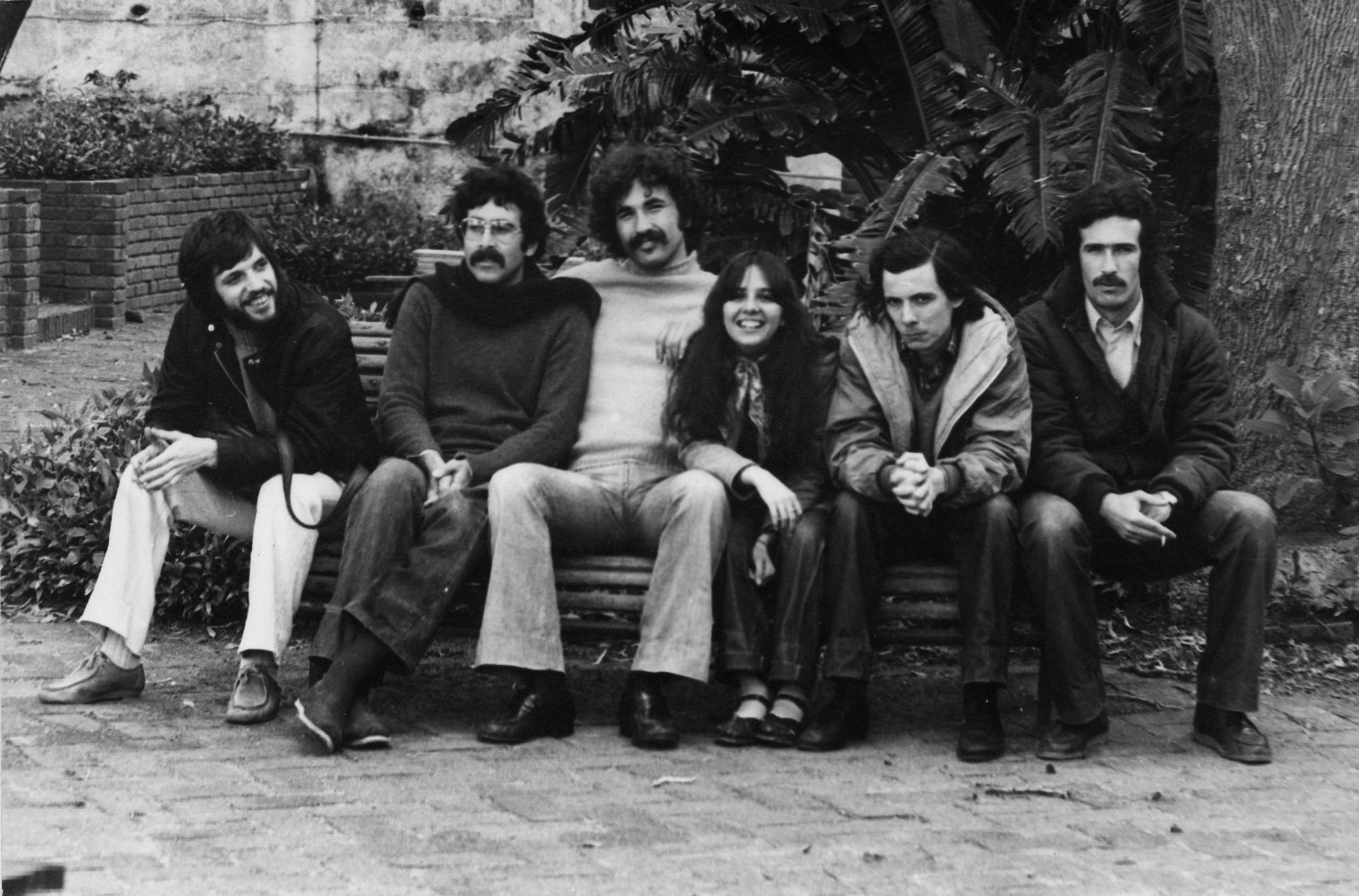
Fotografía del grupo Rumbo

El seu primer LP, titulat Para abrir la noche, va ser editat pel segell Ayuí / Tacuabé el 1980. En anys següents van editar els altres dos àlbums que van conformar la seva discografia: Sosteniendo la pared (1982) i Otro tiempo (1985), i van oferir concerts per molts punts de l'Uruguai, actuant també en diverses oportunitats a Buenos Aires.

#### Esa tristeza
En el transcurs de 1984 i paral·lelament a la seva trajectòria en Rumbo, Canoura comença la preparació d'un disc solista, el qual va comptar amb la producció artística de Jaime Roos i el suport musical del grup Repique, que estava integrat a més per Andrés Recagno, Alberto Magnone, Gustavo Etchenique i Carlos «Boca» Ferreira. Aquest treball es concreta a l'any següent amb l'edició de la seva primera obra solista, la qual va portar per títol Esa tristeza.

#### Dissolució del grup Rumbo
En els vuit anys d'existència del grup, va ser objecte de censura per part de la dictadura cívic-militar uruguaiana que es va materialitzar en suspensió de concerts, o eliminació de part dels crèdits del seu primer fonograma, a causa de la prohibició que pesava sobre els autors Mario Benedetti, Adela Gleijer i Diana Reches.
El 1987 Rumbo se separa i és quan comencen les prolífiques trajectòries personals d'Ubal i Canoura. A mitjan any i en el transcurs del següent, Canoura reprèn l'activitat artística, presentant-se junt amb Esteban Klísich i Mauricio Ubal en dos cicles d'espectacles a Montevideo que van aconseguir una gran resposta de públic.

### Las tres
A finals de 1988 Canoura comença les presentacions de l'espectacle Las tres, juntament amb Estela Magnone i Mariana Ingold (la qual deixaria el seu lloc poc temps després a Flavia Ripa). En aquest show, que tenia lloc a La Barraca, cadascuna feia el seu repertori acompanyada per les restants i, a més, per tres músics. L'any vinent se n'edita el disc, gràcies al qual aconsegueixen un nivell de vendes que les fa obtenir el Disc d'Or.

### Trajectòria com a solista
Després de l'èxit d'aquest espectacle, Canoura decideix conformar la seva pròpia banda i fer un rellançament del seu disc Esa tristeza, el qual, per falta de dates lliures del grup Repique, mai va poder presentar-se en viu.
És així com durant 1990 i 1991, l'artista ofereix reeixides presentacions d'aquest disc en diversos punts de l'Uruguai, entre les quals es destaquen diverses actuacions al Teatre Solís de Montevideo. El disc va arribar a ocupar els primers llocs entre els àlbums més venuts de país, aconseguint successivament el Disc d'Or i el Disc de Platí. D'aquesta manera es converteix en la primera artista femenina a aconseguir aquests reconeixements.

#### Puedes oírme
Finalitzat el 1991, edita el seu segon disc solista, titulat Puedes oírme, produït també per Jaime Roos. A més d'aquest músic, Canoura rep el suport instrumental d'Estela Magnone, Hugo Fattoruso, Bernardo Aguerre, Jorge Nocetti, Andrés Recagno i Nelson Cedrez. Aquest àlbum, editat en vinil i casset, va ser poc després llançat en format CD en una obra que va incloure així mateix el seu primer disc solista i amb el qual va aconseguir el Compacte d'Or.
L'any següent comença amb l'artista representant a l'Uruguai en l'Expo Sevilla'92 amb el video del tema «Detrás del miedo», realitzat com a suport al tall de difusió del seu anterior LP. A mitjan aquest any participa en representació d'Uruguai en el programa ¡Y Vero América va!, de l'actriu i cantant mexicana Verónica Castro.

#### Las cosas que aprendí en los discos
Al març de 1993, en el marc del Festival de Cinema de la ciutat de Montevideo, el videoclip del tema «Todo lo que quiero» és guardonat amb el primer premi. Un altre videoclip que va tenir importants repercussions va ser «Nada vale más» de l'àlbum editat l'any anterior Las cosas que aprendí en los discos, pel qual va ser convidada a participar en la programació internacional de MTV. Al juny fa una presentació en el Memorial da Amèrica Llatina a São Paulo, i a fins d'aquest any és guardonada amb el Premi Fabini com a millor cantant popular al Teatre Solís.

#### Locas pasiones
Junt amb Hugo Fattoruso presenta l'espectacle Locas pasiones al Teatre Solís, el qual va ser gravat en viu i editat en CD. Aquesta obra va constar d'un repertori de boleros i tangos, el que va representar el primer acostament de l'artista a aquest últim gènere.
Posteriorment rep una nova invitació per representar a l'Uruguai, aquest cop al Festival OTI de la Cançó dut a terme a València.

#### Piaf
Finalitzat el 1994, va realitzar un cicle de recitals en companyia de la Banda Simfònica de la Ciutat de Montevideo. En aquest marc, el director de la Companyia Teatral Italia Fausta, Omar Varela, li ofereix el paper protagonista interpretant l'artista francesa Edith Piaf en una obra musical / teatral basada en el llibre de l'autora anglesa Pam Gems.
Amb bona repercussió de públic i crítica, l'obra es manté en cartellera en una extensa temporada durant l'any següent. Una volta finalitzada, es produeix el llançament de l'àlbum Piaf amb les versions interpretades per Canoura en l'obra. Així mateix, sota la direcció de Walter «Cacho» Bagnasco, es produeix l'adaptació televisiva de l'obra, el que significa el debut a la televisió de l'artista. Aquesta participació li val per rebre a l'any següent, el Premi Iris de Plata atorgat pel diari El País.

#### Interior
Durant el 1996 es va concentrar totalment en la gravació del disc Interior. Per a això va convocar a altres importants artistes uruguaians, alguns dels quals havien compartit projectes anteriors. Entre aquest equip de arranjadors, músics i compositors es van trobar Alberto Magnone, Hugo Fattoruso, Bernardo Aguerre, Hugo Jasa i Esteban Klísich. Aquest treball va constituir la seva presentació en el mitjà artístic com a compositora, en què a més va versionar a Alfredo Zitarrosa i Santiago Chalar. Després de les actuacions referides a aquest material, rep la convocatòria del Director de l'Orquestra Filharmònica de Montevideo, Federico García Vigil, per participar en una nova edició de l'espectacle Galas de Tango. El mateix reuneix els instruments de corda d'aquesta orquestra, junt amb piano, guitarra, bandoneons, cantants i ballarins. Junt amb la Filharmònica, han actuat altres cantants com Gustavo Nocetti, Susana Rinaldi, Daniel Cortés, Eladia Blázquez, Darío Solari i Miguel Angel Maidana. En aquesta ocasió, junt amb Canoura, es va presentar en una gira pel Brasil, passant per les ciutats de Porto Alegre, Rio de Janeiro i São Paulo.

#### Pasajeros permanentes
A finals de 1998 té lloc la producció per a la companyia Warner Music el seu primer treball a nivell internacional, titulat Pasajeros permanentes. El mateix va ser gravat a Santiago de Xile comptant amb la participació de músics xilens i uruguaians.
Amb aquesta obra, presentada en els principals teatres de la capital uruguaiana i pel sud de Xile, l'artista aconsegueix els primers llocs de difusió radial en aquest país i un nou Disc d'Or a l'Uruguai.
Per aquesta època també participa de l'àlbum col·lectiu d'homenatge a Pablo Neruda Marinero en tierra, junt amb els músics Alejandro Sanz, Milton Nascimento, Joaquín Sabina, Andrés Calamaro i Eduardo Darnauchans, entre molts altres. També participa dels discos de les sèries televisives Cerro Alegre i Sabor a ti, amb les cançons «Al sur de tu corazón» i «Detrás del miedo», respectivament.

#### Esencia
El seu següent espectacle, anomenat Esencia, va ser presentat a la Sala Zitarrosa de Montevideo al setembre de l'any 2000. El repertori de la mateixa va estar integrat per versions de diferents influències artístiques que l'artista va rebre durant la seva formació, com The Beatles, Paul Simon, Carlos Gardel, Alfredo Zitarrosa, Jacques Brel, Antônio Carlos Jobim i Daniel Viglietti. A l'octubre presenta aquest espectacle a La Trastienda de Buenos Aires, i a l'any següent s'embarca en una extensa gira per 23 ciutats uruguaianes, Argentina i Xile, finalitzant amb una participació del cicle Latinas en Vivo a Santiago de Xile.

#### Mujeres como yo
El llançament del seu novè àlbum solista, titulat Mujeres como yo va tenir lloc al novembre d'aquest any. Aquest disc, considerat intimista i femení, recull la seva mirada com a compositora dels seus afectes més propers, recorrent una gamma de ritmes com el blues, el jazz, flamenc i candombe. Cal afegir que aquesta obra va tenir una edició especial per al mercat espanyol en la qual es van incloure com pista addicional els temes «Al sur de tu corazón» i «Para hacerte sentir mi amor».
Al començament de l'any 2002 va rebre la convocatòria per participar com a jurat folklòric al XLIII Festival Internacional de la Cançó de Viña del Mar, que va tenir lloc entre els dies 20 i 25 de febrer del 2002. Més tard, durant aquest any té l'oportunitat d'actuar amb la Filharmònica de la Ciutat de Montevideo en un nou espectacle de Galas de Tango. Aquesta participació la porta en aquesta ocasió a brindar espectacles a Egipte, recorrent les ciutats del Caire i Alexandria.

#### Bolero
Posteriorment comença el que va definir com «l'espectacle més important de la seva carrera com a intèrpret», anomenat Bolero, una noche de gala. En el mateix va interpretar diferents composicions llatinoamericanes d'aquest gènere musical, entre les que es van explicar clàssics com «Contigo aprendí» d'Armando Manzanero, «Solamente una vez» d'Agustín Lara o «Arráncame la vida» de Chico Novarro.
Amb aquest treball realitza una extensa gira per diferents localitats de l'Uruguai que va comptar amb el suport de República Afap. Cap a finals de l'any, té lloc el llançament del disc Bolero, que va registrar el repertori escollit per a les presentacions d'aquest treball, les quals la van portar novament a recórrer tot el territori uruguaià, i amb el qual obté novament el Disc d'Or.
La seva trajectòria com a intèrpret va possibilitar que el gener del 2003 rebés la convocatòria d'Armando Manzanero, per conformar junt amb altres artistes un àlbum col·lectiu integrat per boleros escrits i arreglats per aquest músic. El mateix, titulat Entre dos, va comptar amb la participació Alejandro Sanz, Cristian Castro, Miguel Bosé, José Alfredo Fuentes i Olga Tañón, entre d'altres.
En una tercera convocatòria per participar de l'espectacle Galas de Tango, l'artista recorre diferents escenaris de Santiago de Xile, presentant-se davant un públic estimat de 20.000 persones. Posteriorment es presenta en companyia de Jorge Nocetti a Barcelona i Madrid.

#### Veinticinco
L'any 2004 l'artista compleix 25 anys de trajectòria artística i és guardonada amb els premis Dona de l'any seleccionada entre 34 dones uruguaianes de diferents àmbits, i Dona de l'any en la categoria musical.
Posteriorment emprèn una nova gira per l'Uruguai i Argentina, en la qual es presenta amb el seu nou espectacle Veinticinco a Rosario, La Plata i Buenos Aires. El repertori de la mateixa va estar integrat per cançons editades per la cantant des dels inicis de la seva carrera. Aquesta temàtica va ser l'escollida per conformar l'àlbum antològic doble editat amb posterioritat.
Al desembre brinda un espectacle titulat Sin red al Teatre Solís els fons van ser destinats per a l'Hospital de Tacuarembó. En el mateix va comptar amb la companyia del pianista argentí Adrián Iaies, amb qui ja havia realitzat algunes presentacions el 2002 a Montevideo i Punta del Este. Finalitzant l'any, tanca la gira de Veinticinco al Teatro de Verano de Montevideo.

#### Esencia / dos

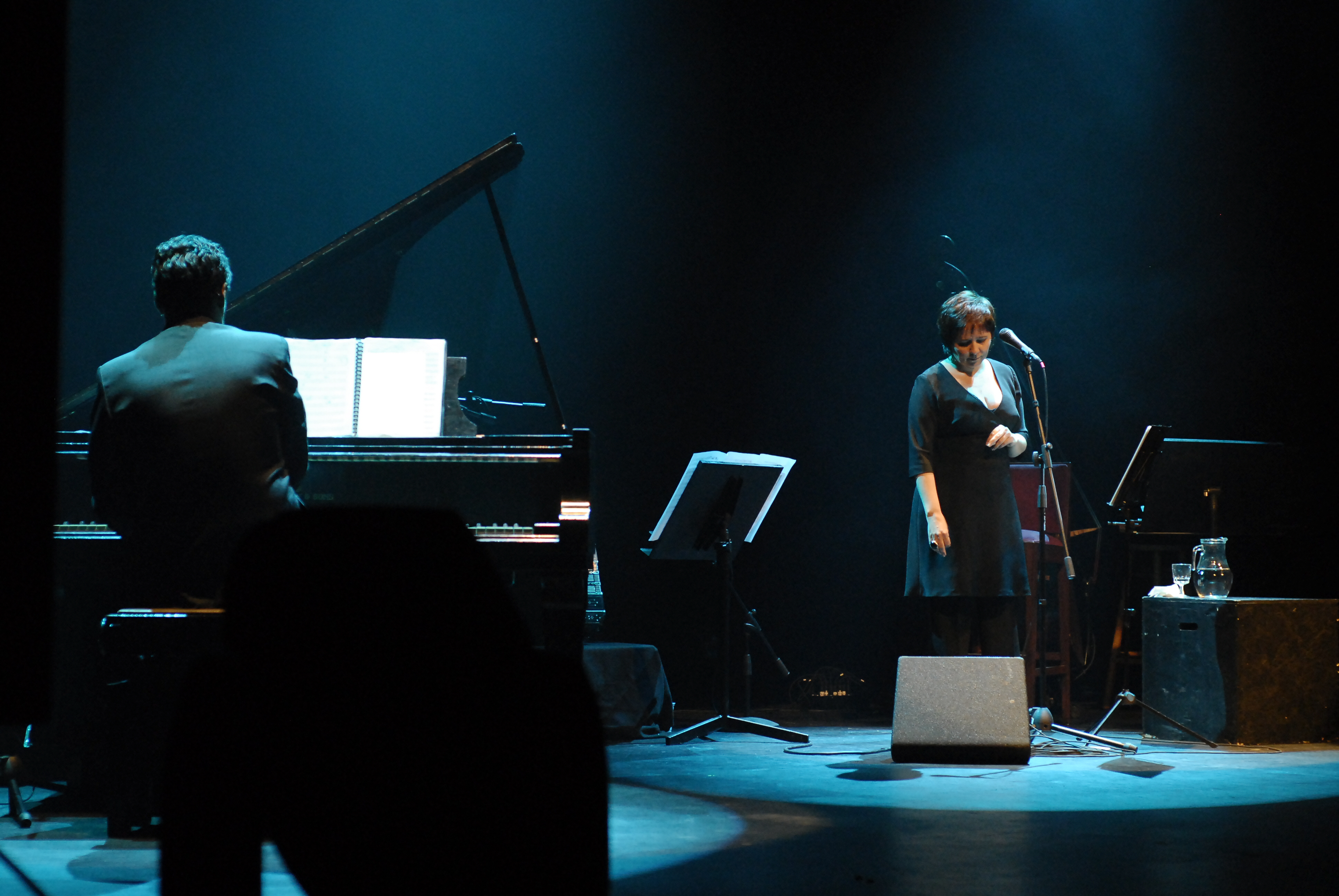
Laura Canoura i Sebastián Larrosa brindant un recital al Teatre Solís de Montevideo

El primer de març, en el marc de l'assumpció de comandament de Tabaré Vázquez a la Presidència de la República de l'Uruguai, es presenta davant un nombrós públic, com a convidada en l'espectacle Galas de Tango de l'Orquestra Filharmònica de Montevideo brindat a l'esplanada del Palau Legislatiu.
Més tard aquest any viatja a Xile per presentar-se una vegada més en la seva capital, aquest cop en companyia de Jorge Nocetti. Junt amb aquest músic i Sebastián Larrosa grava en viu el disc Esencia / Dos, pensat com el successor del disc Esencia editat anys enrere. Després emprèn una nova gira europea en la qual es presenta a Suècia i Espanya en vuit oportunitats.
A l'any següent representa Uruguai en l'assumpció presidencial de Michelle Bachelet. Posteriorment comença les presentacions de l'espectacle Esencia / Dos per territori uruguaià, la qual s'estén des de maig fins a juliol de 2006, culminant amb una actuació al Teatre Solís.

#### Canoura canta el tango
Durant el 2007 rep diversos reconeixements per la seva trajectòria, entre els quals es van trobar el nomenament de Ciutadana Il·lustre de la Ciutat de Montevideo per part del seu Intendent Ricardo Ehrlich, i el premi «Montevideanas» lliurat per primera vegada per la Comissió de gènere i Equitat de la Junta Departamental de Montevideo
Després de realitzar una nova gira per Espanya en companyia de Jorge Nocetti, edita sota la producció d'Alfonso Carbone, el seu últim disc titulat Canoura canta el tango, en el qual rep l'acompanyament de destacats músics d'aquest gènere. En el repertori de la mateixa es poden trobar populars tangos composts per Manzi, Discepolo i Gardel, així com el tema «Els fills de Gardel», amb lletra de Canoura i música d'Alberto Magnone.
Després de l'edició d'aquest disc, l'artista ha assegurat que el seu pròxim llançament discogràfic estarà composta íntegrament per temes de la seva autoria.

## Discografia

### Àlbums d'estudi
- Para abrir la noche (amb Rumbo. Ayuí / Tacuabé a/e26. 1980)
- Sosteniendo la pared (amb Rumbo. Ayuí / Tacuabé a/e35. 1982)
- Esa tristeza (Orfeo SULP 90764. 1985)
- Otro tiempo (amb Rumbo. Orfeo SULP 90788. 1985)
- Planetario (amb Esteban Klisich. Ayuí / Tacuabé. 1989)
- Las tres (amb Las tres. Orfeo 91011-4. 1989)
- Puedes oírme (Orfeo 91140-4. 1991)
- Las cosas que aprendí en los discos (Orfeo CDO 017-2. 1992)
- Locas pasiones (amb Hugo Fattoruso. Orfeo CDO 052-2. 1994)
- Piaf (Orfeo CDO 087-2. 1995)
- Interior (Orfeo 91368-4. 1996)
- Pasajeros permanentes (Warner Music Group. 1998)
- Esencia (ambJorge Nocetti. Bizarro Records 2354-2. 2001)
- Mujeres como yo (Warner Music Group. 2001)
- Bolero (Warner Music Group. 2003)
- Esencia / Dos (amb Jorge Nocetti i Sebastián Larrosa. Bizarro Records. 2005)
- Canoura canta el tango (Bizarro Records. 2007)
- Las canciones de Piaf (Bizarro Records. 2009)
- Un amor del bueno (Bizarro Records. 2010)
- CANOURA, Colección histórica (Bizarro Records. 2011)

### Col·lectius
- Tiempo de cantar 2 (amb Rumbo. Ayuí / Tacuabé a/e23. 1980)
- A redoblar (amb Rumbo. Ayuí / Tacuabé a/e33. 1982)
- Adempu canta vol. I (amb Rumbo. RCA. 1984)
- 7 Solistas (Ayuí / Tacuabé a/e72k. 1988)
- La Barraca en vivo (Orfeo 91050-4. 1990)
- Marinero en tierra (Warner Music Group. 1998)
- Cerro Alegre (Warner Music Group. 1999)
- Sabor a ti (Warner Music Group. 1999)
- Entre dos (Warner Music Group. 2003)

### Col·laboracions
- Pájaros (Rubén Olivera) (Ayuí / Tacuabé. 1981)
- De puerta en puerta (Washington Carrasco i Cristina Fernández) (RCA. 1981)
- Mediocampo (Jaime Roos) (Orfeo. 1984)
- Credenciales (Fernando Yañez) (Orfeo. 1985)
- Como el clavel del aire (Mauricio Ubal. Ayuí / Tacuabé. 1989)
- Estamos rodeados (Jaime Roos. Orfeo. 1991)
- Concierto por la vida (Rubén Rada. Orfeo. 1994)
- Javier Silvera (Javier Silvera. Warner Music Group. 2004)
- Omar (Omar. Bizarro Records. 2004)

### Reedicions i recopilacions
- Puedes oirme / Esa tristeza (disc que conté els seus dos primers treballs solistes. Orfeo CDO 008-2. 1991)
- Para abrir la noche (amb Rumbo. Ayuí / Tacuabé pd 2001. 1999)
- Rumbo (con Rumbo. Disc doble que conté els tres LP del grup les seves participacions col·lectives. Ayuí / Tacuabé ae229-230cde. 2003)
- Mujeres como yo (llançada a Espanya amb dos bonus tracks. 2003)
- Veinticinco (Bizarro Records. 2004)
- Las canciones de Piaf (reedició del disc "Piaf" que inclou nous temes. Bizarro Records. 2009)